# Borussia Mönchengladbach
El Borussia Mönchengladbach (en alemán: Borussia Verein für Leibesübungen 1900 e.V. Mönchengladbach), conocido habitualmente bajo sus abreviaturas de Mönchengladbach o Gladbach, es un club de fútbol situado en la ciudad de Mönchengladbach, Renania del Norte-Westfalia, Alemania. Milita en la Bundesliga, la primera división alemana.
El Borussia Mönchengladbach se fundó en 1900, con un nombre derivado de una forma latinizada de «Prusia»: «Borussia», que era un nombre popular para los clubes alemanes del antiguo Reino de Prusia. El equipo se incorporó a la Bundesliga en 1965 y conoció la mayor parte de su éxito en la década de 1970, cuando, bajo la dirección de Hennes Weisweiler y luego de Udo Lattek, se formó una plantilla joven con un estilo de juego rápido y agresivo la cual dio pie al apodo del club: «Die Fohlen» (Los potros). Durante este periodo, el Mönchengladbach ganó cinco veces la Bundesliga, dos veces la Copa de la UEFA y alcanzó una final de la Copa de Europa en 1977.
Desde 2004, el Borussia Mönchengladbach juega en el Borussia-Park, después de haber jugado en el Bökelbergstadion desde 1919. Por número de socios, es el sexto club más grande de Alemania, con más de 94 000. Además, el club ocupa el quinto lugar en la tabla histórica de la Bundesliga. El principal rival del Mönchengladbach es el F. C. Colonia, contra el que disputa el «Derbi de Renania». Sus rivales secundarios son el Borussia Dortmund, el Bayer Leverkusen y el Fortuna Düsseldorf.

## Historia

### Fundación y primeros años
El predecesor del club Borussia Mönchengladbach fue un grupo de jóvenes jugadores que, tras abandonar el club deportivo TC Germania Gladbach el 17 de noviembre de 1899, fundaron una asociación de juego llamada «F. C. Borussia» en el distrito de Eicken, Mönchengladbach. Borussia es el nombre latino de Prusia, estado al que perteneció Mönchengladbach hasta la unificación alemana.

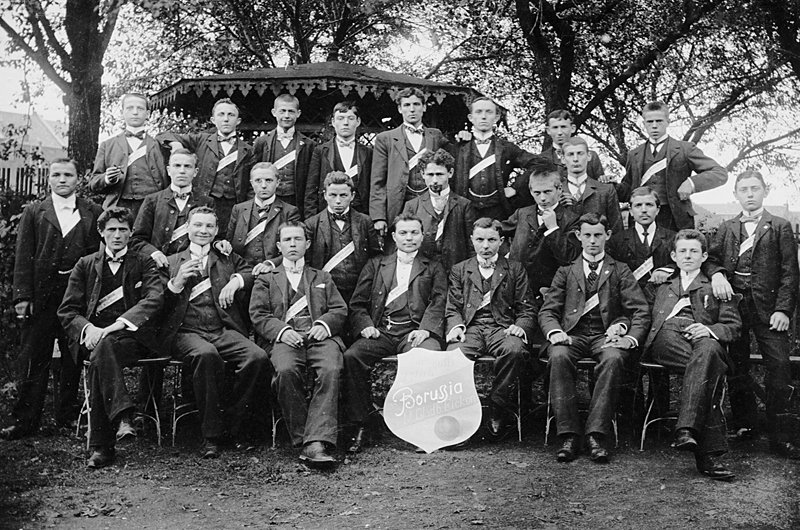
Miembros del FC Borussia en 1900.

El Borussia fue el segundo club de fútbol consagrado de la ciudad de Mönchengladbach. El F. C. Mönchengladbach, fundado seis años antes, en 1894, se convirtió rápidamente en el primer rival del Borussia Mönchengladbach. Mientras que el F. C. Mönchengladbach estaba decentemente establecido, al joven Borussia le resultaba difícil garantizar un acceso regular a los campos de entrenamiento y al equipamiento. Como consecuencia, el equipo se afilió a la Marianische Jünglings-Kongregation Mönchengladbach Eicken, una asociación deportiva católica bastante conservadora.
Desde el seno de la congregación, el Borussia pudo organizar con mayor eficacia partidos oficiales contra diversos equipos rivales. El equipo se impuso por 2-1 al Blitz Neuwerk y al Germania Mönchengladbach, y por 4-2 al Rheydt F. C. Ya en 1902, el Borussia cruzó las fronteras internacionales por primera vez, perdiendo 0-2 contra el Helmondia Helmond en Holanda antes de empatar 1-1 con el equipo holandés en casa.
El 1 de agosto de 1900, desde el seno de la asociación católica, el sindicato fundó el «Fußballklub Borussia 1900» y, tras sus primeros éxitos deportivos contra los clubes vecinos, el club solicitó su admisión en la Rheinisch-Westfälischer Spielverband, la liga de fútbol más importante del oeste alemán, fundada en 1898. Esto provocó desacuerdos internos y en mayo de 1903 el club decidió independizarse y abandonar la Congregación. El 23 de marzo de 1910, el tribunal del distrito de Mönchengladbach, que en aquella época se llamaba oficialmente München Gladbach o M.gladbach para abreviar, inscribió al Borussia con el número 30 en el registro de asociaciones con el nombre de «Borussia 1900 M.gladbach».
Los primeros años del Borussia se enfrentaron a los problemas típicos de los equipos de fútbol asociación en el Imperio alemán: el deporte, recién importado del Reino Unido en la década de 1880, aún no estaba aceptado institucionalmente –en aquel momento todavía era considerado un deporte gimnástico secundario– y, como consecuencia, había escasez logística de campos de fútbol, porterías, vestuarios y equipamiento para los jugadores. Al principio, los jugadores del Borussia tuvieron que financiar su propio equipo, lo que en aquella época suponía un gasto considerable para la clase trabajadora.
La temporada 1908-09 fue un punto de inflexión para el Borussia. Tras una derrota por 0-2 en casa contra el F. C. Eintracht Mönchengladbach, el Borussia se recuperó, goleando al Viktoria Mönchengladbach por 4-1 a domicilio y empatando a 2-2 en casa. El 13 de enero de 1909, el Borussia obtuvo una aplastante victoria por 13-1 sobre el Spiel und Sport Essen. Sin perder ningún partido salvo el inaugural contra el Eintracht, el Gladbach se colocó fácilmente primero en la liga y se clasificó así en el Grupo Sur para enfrentarse a los candidatos al ascenso del Grupo Norte, el F. C. Cleve 06. Tras una contundente victoria por 5-1 en casa, el entusiasmo se vio empañado por un revés por 3-4 a domicilio. En el partido de desempate, el Borussia se impuso por 4-1, logrando por fin el ascenso a primera división.
La temporada 1911-12 fue la primera gran campaña de la historia del club. El Borussia dominó fácilmente la liga con doce victorias, un empate y una derrota, y se ganó así la clasificación para los partidos de promoción hacia la Verbandsliga como campeón del distrito norte, así como para el campeonato de Alemania Occidental. El Borussia derrotó al VfJuB Düren, campeón del distrito sur, en un partido por 4-2, antes de lograr una goleada por 5-0 contra el VfB 1900 Gießen, campeón de Hesse. Finalmente, el Borussia perdió la final del campeonato de Alemania Occidental contra el Colonia BC 01, el precursor del mayor rival del Borussia de todos los tiempos, el F. C. Colonia, por un resultado de 2-4.

### Periodo de entreguerras y primeros éxitos
En marzo de 1914, el club compró dä Kull, una gravera en desuso y los terrenos sobre los que se construiría más tarde el Bökelbergstadion. La Primera Guerra Mundial detuvo el progreso tanto del estadio como del fútbol en general, ya que muchos jugadores se presentaron voluntarios o fueron llamados al servicio militar. Con alineaciones de jugadores que cambiaban rápidamente, el Borussia disputó la copa de guerra (en alemán: Kriegspokal), venciendo al Düren por 7-0. En total, el Borussia jugó 18 partidos en la temporada 1914-15, a pesar de las dificultades logísticas causadas por la guerra.
El Borussia sufrió varias bajas debido a la guerra: El presidente del club desde 1912, Heinz Körstgens, murió en combate en 1915, al igual que Stephan Ditgens, jugador del Borussia y tío del primer jugador de la selección alemana de la historia del Borussia, Heinz Ditgens.
Inmediatamente después del armisticio militar del 11 de noviembre de 1918, los clubes de fútbol de toda Alemania comenzaron a reanudar gradualmente sus actividades. Los miembros del Borussia celebraron reuniones informales sobre la reanudación del juego incluso durante los últimos meses de la guerra, ya a mediados de 1918. El primer partido registrado de esta fase fue un 5-0 sobre el Rheydt SV el 15 de agosto de 1918, al que siguió el vuelco en forma de paliza por 2-7 a manos del Rheydt SV en el partido de vuelta, una semana después. Las secuelas de la guerra interrumpieron el floreciente fútbol de 1918-19, ya que sólo se disputaron siete de los 14 partidos previstos por el Borussia debido a la ocupación de la región por las Fuerzas Armadas belgas.

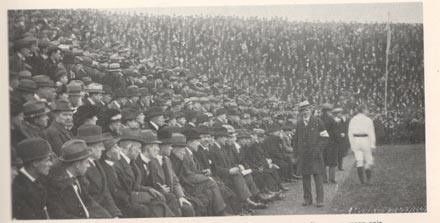
El Bökelbergstadion durante un partido en 1921.

La lucha de décadas por encontrar un local utilizable para jugar continuó, ya que De Kull aún no estaba listo para ser utilizado. A principios de 1919, el equipo regresó a Schweizerhaus como medida provisional. El 15 de marzo de 1919, el F. C. Borussia se fusionó con otro club local, el Turnverein Germania 1889, convirtiéndose en el 1889 VfTuR M.Gladbach. El club logró su primer título en 1920, al derrotar al Kölner BC por 3-1 y ganar la final del campeonato de Alemania Occidental de 1920-1921.
La unión entre el Germania y el Borussia sólo duró dos años; a partir de entonces, el club pasó a llamarse «Borussia VfL 1900 e.V. M.Gladbach».
Luego de finalizada la Segunda Guerra Mundial, el Mönchengladbach reanudó su actividad en junio de 1946 y logró sucesivos ascensos a la Landesliga Niederrhein (la segunda división regional) en 1949 y a la máxima categoría, la Oberliga West, en 1950, en donde pasó por un periodo turbulento de desempeńo irregular que lo llevaría a descender y ascender hasta en dos ocasiones.
Posterior a conseguir de nuevo el ascenso a la Oberliga en la temporada 1957-58, después de haber descendido por segunda vez la temporada anterior, el club obtuvo su primer título nacional: la Copa de Alemania 1959-60 frente al Karlsruher SC, teniendo como figura referente y capitán al mediocampista ofensivo Albert Brülls, experimentado jugador que posteriormente formaría parte de la selección alemana que disputó las Copas del Mundo de 1962 y 1966.

### Consolidación y promoción a la Bundesliga (1962-1970)
En la temporada 1962-63, el club empezaría a integrar el círculo de clubes de la DFB que al año siguiente serían seleccionados a formar parte de la recién fundada Bundesliga. Sin embargo, los resultados del Borussia en los diez años que precedieron a la creación de la Bundesliga en 1963 no fueron lo suficientemente buenos como para ser admitido en las filas de la nueva liga profesional de primera división del país, por lo que el club jugó en la segunda división, la Regionalliga West.

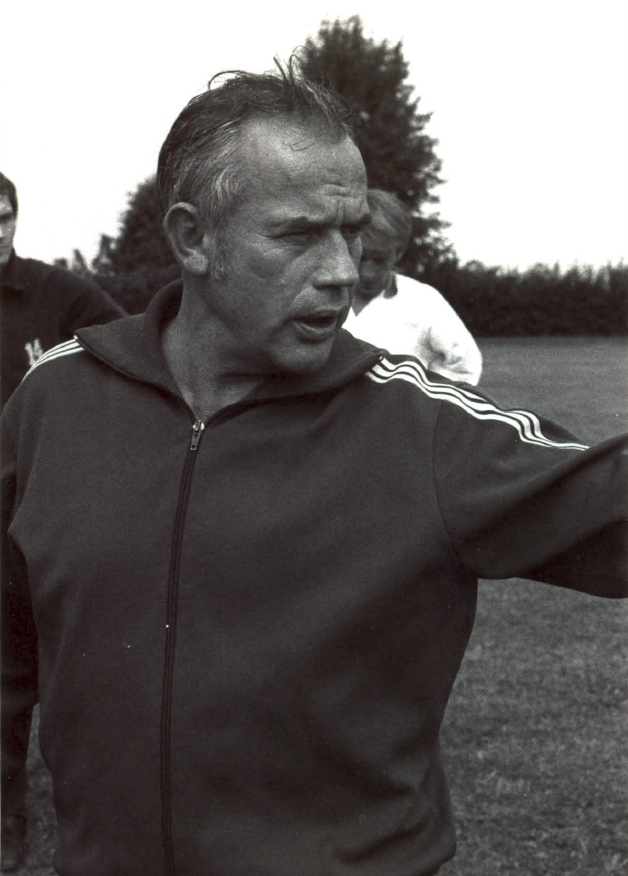
Hennes Weisweiler tomó la dirección técnica a mitad de década. Es el entrenador más laureado de la historia del Mönchengladbach.

En la siguiente temporada, 1964-65, Hennes Weisweiler, el nuevo entrenador entrenador apostó por «un fútbol ofensivo y vistoso», incorporando nuevos jóvenes talentos. La media de edad de su equipo, de tan solo 21 años, era la más baja de todos los equipos de las cinco ligas regionales. Se ganaron el apodo de «Die Fohlen» («los potros») por su baja media de edad, así como por su juego despreocupado y exitoso. El periodista Wilhelm August Hurtmanns acuñó el apodo en sus artículos del Rheinische Post. Quedó prendado del estilo del Borussia y escribió que jugaban como «potros jóvenes». En abril de 1965, el equipo había ganado la Regionalliga West y se había asegurado así la participación en la fase de ascenso a la Bundesliga en el Grupo 1. El equipo se enfrentó a los rivales del Wormatia Worms (segundo de la Regionalliga Südwest), el SSV Reutlingen (segundo de la Regionalliga Süd) y el Holstein Kiel (campeón de la Regionalliga Nord) en partidos de ida y vuelta. De los seis partidos, el Borussia ganó tres (5-1 en Worms, 1-0 contra el Kiel y 7-0 contra el Reutlingen). La consecución del primer puesto hizo seguro el ascenso a la Bundesliga. Junto con el Borussia, el Bayern de Múnich ascendió al ganar el Grupo 2.
El Mönchengladbach disfrutó de su primera experiencia en la Bundesliga en la temporada 1965-66, logrando el ascenso junto a la futura potencia bávara, el Bayern de Múnich. Los dos clubes mantuvieron una lucha encarnizada por la supremacía nacional a lo largo de la década de 1970. En 1969, el Bayern se proclamó campeón de la Bundesliga. El Mönchengladbach contraatacó inmediatamente en la temporada siguiente con un campeonato propio y siguió con un segundo título en 1971, convirtiéndose en el primer club de la Bundesliga en defender con éxito su título.
En la Bundesliga 1966-67 se demostró el poder goleador del equipo Mönchengladbacher, que marcó 70 goles. El delantero Herbert Laumen marcó 18, Bernd Rupp 16 y Jupp Heynckes 14 goles (quien se convertiría en el futuro máximo goleador del club). Gracias a la buena diferencia de goles, el equipo pudo completar la temporada en el octavo puesto de la tabla. Con una victoria en casa por 11-0 sobre el Schalke 04 en la 18.ª jornada, el equipo celebró la primera victoria más abultada de la historia de la Bundesliga.Sin embargo, los éxitos tuvieron el efecto secundario de que los salarios de los jugadores se dispararon y, por tanto, no era fácil retener a los buenos jugadores.

### Década dorada: la época de «Los potros» (1970-1980)

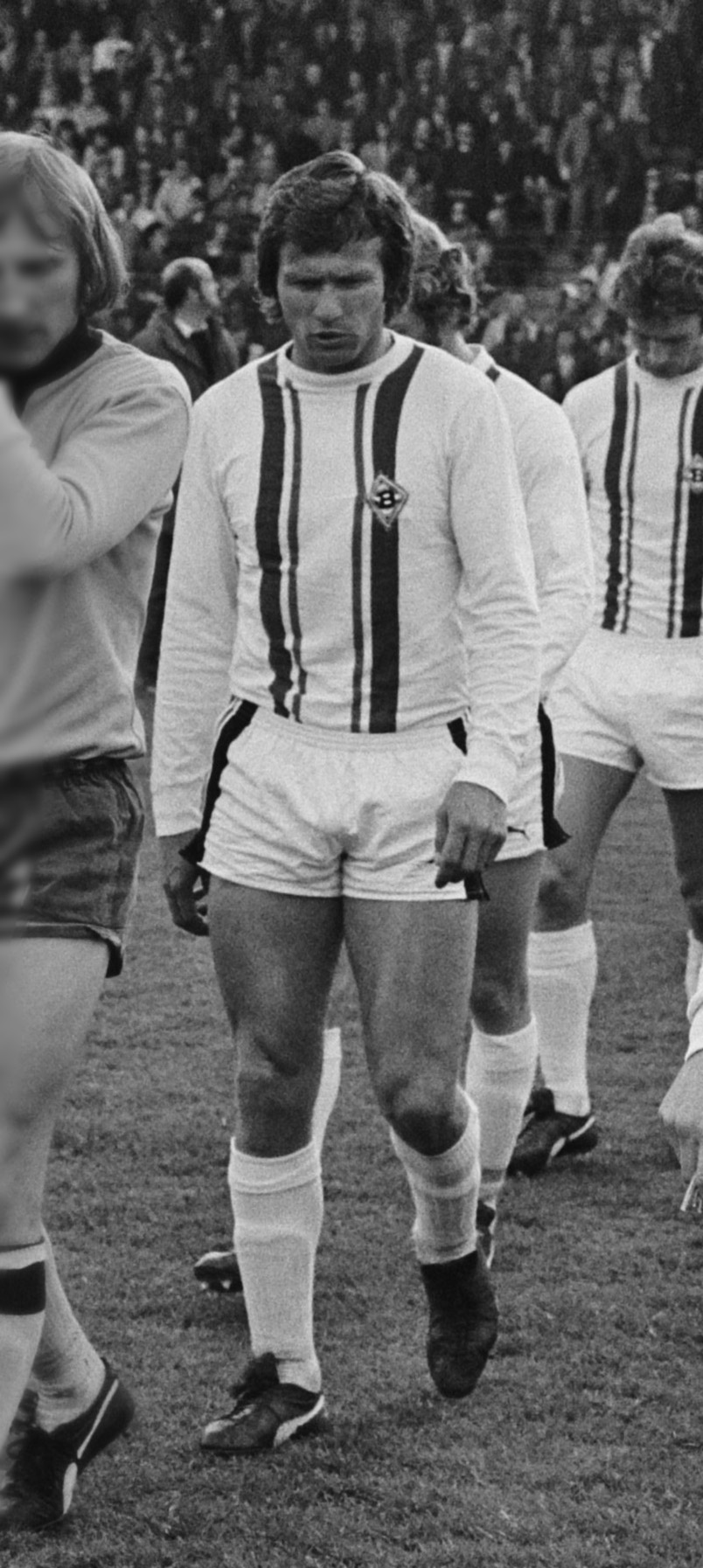
Jupp Heynckes, referente de «los potros de Mönchengladbach».

La década de 1970 fue la más exitosa de la historia del club. Bajo la dirección de Hennes Weisweiler en la primera mitad de la década y de Udo Lattek en la otra mitad, el joven equipo desplegó una filosofía ofensiva y un juego potente que lo convirtió en una de las mayores potencias del fútbol alemán, junto con el Bayern de Múnich. El Borussia ganó el campeonato cinco veces, más que ningún otro equipo en esta época. Al mismo tiempo se desarrolló una fuerte rivalidad con el club bávaro, con el que el Borussia ascendió conjuntamente en 1965 a la Bundesliga.
La etapa ganadora del equipo comenzó con la obtención de la Bundesliga 1969-70. Este título les permitió, por primera vez en su historia, disputar una competición internacional: la Copa de Europa de 1970-71. El 16 de septiembre de 1970, Herbert Laumen marcó en la arrolladora victoria por 6-0 contra el EPA Larnaca el primer gol del Borussia en un partido del fútbol europeo de clubes.En dicha edición se irían eliminados en octavos de final por penales contra el Everton, con un global de 2-2.

El 20 de octubre de 1971, en la siguiente Copa de Europa, los campeones de la Bundesliga 1970-71 disputaron contra el Inter de Milán un partido de «lanzamiento de latas» que ha pasado a la historia del fútbol. Borussia ganó el partido en el Bökelbergstadion 7-1, pero la UEFA terminó anulando dicho resultado, ya que, a la media hora de juego, el delantero italiano Roberto Boninsegna fue golpeado por una lata de Coca-Cola vacía. El mítico director técnico Matt Busby describió el juego de los potros con las siguientes palabras:
«Nadie en el mundo habría ganado hoy a este equipo. Ha sido fútbol en su máxima perfección.»
Tras una derrota a domicilio en Milán (4-2) y un empate sin goles en el partido de vuelta en el Estadio Olímpico de Berlín, el Borussia fue eliminado de la Copa nuevamente en los octavos de final.
El Gladbach pudo consolarse con una victoria por 2-1 sobre el F. C. Colonia en el único «derbi de Renania» de la historia en el que se disputó un título oficial con un gol de Günter Netzer en 1973 para ganar su segunda Copa de Alemania. Para Netzer fue el último partido con el Borussia: dejó el club y se marchó al Real Madrid.
El primer partido de final internacional alcanzado por el club tuvo lugar el 9 de mayo de 1973. El Liverpool ganó el partido de ida de la Copa de la UEFA por 3-0 en el segundo intento, después de que el partido se cancelara el día anterior debido a la lluvia. El 23 de mayo de 1973, el Borussia Mönchengladbach ganó el partido de vuelta por 2-0, pero el Liverpool ganó la copa por la victoria global.
En la temporada 1974-75 de la Bundesliga, el Borussia sentó las bases de una hazaña inédita en la liga alemana. En la 17.ª jornada, los «Fohlenelf» encabezaban la tabla de clasificación y ya no cedieron el liderato hasta ganar el campeonato el 14 de junio de 1975. La alegría por el título se vio empañada por la marcha del entrenador Hennes Weisweiler, que abandonó el club tras once años en dirección al F. C. Barcelona. La siguiente final internacional con participación del Mönchengladbach tuvo lugar el 7 de mayo de 1975. El partido de ida de la Copa de la UEFA disputado en Düsseldorf entre el Borussia y el Twente Enschede terminó sin goles. El partido de vuelta, disputado el 21 de mayo de 1975, fue ganado por el Gladbach 5-1. Con la mayor victoria a domicilio en una final de la Copa de la UEFA, el Borussia gana su primer título internacional.
Udo Lattek, que procedía del rival Bayern de Múnich, aunque ya había fichado por el Rot-Weiss Essen, se hizo cargo del club en la temporada 1975-76. En contraste con el difunto Weisweiler, Lattek representaba una filosofía más bien orientada a la seguridad. El equipo se puso líder del campeonato en la duodécima jornada de la temporada, con importantes victorias sobre el Werder Bremen y el Eintracht Braunschweig, y conservó ese liderato hasta el final de la temporada.
En la temporada 1976-77, Lattek salió con un equipo casi sin cambios al principio. El Borussia necesitaba un punto para revalidar el título en la última jornada. El partido se disputó a domicilio contra el Bayern de Múnich, entonces sexto en la tabla, y terminó 2-2 por un gol en propia meta en el minuto 90 de Hans-Jürgen Wittkamp. El 21 de mayo de 1977, el Borussia logró el triplete y ganó por tercera vez consecutiva y quinta en total el título de campeón alemán. El danés Allan Simonsen recibió tras esta temporada el galardón como Futbolista Europeo del Año con el Balón de Oro.
En la temporada 1977-78, el equipo se quedó a las puertas del cuarto título de liga consecutivo en desmérito del F. C. Colonia sólo por una peor diferencia de goles. En la última jornada de la temporada, el Mönchengladbach protagonizó la mayor goleada en la historia de la Bundesliga, imponiéndose al Borussia Dortmund por 12-0. Sin embargo, los «Geißböcke» ganaron su último partido por 5-0 en el campo del F. C. St. Pauli: tenían una mejor diferencia de goles por tres tantos y así ganaron el campeonato. Por primera vez en la Bundesliga el primero y el segundo quedaban empatados al final de la temporada, con 48 puntos cada uno. El Borussia habría podido decidir el campeonato a su favor si hubiera ganado el partido contra el Colonia unas semanas antes. Sin embargo, el partido acabó en empate, con un gol vital del jugador del Colonia Heinz Flohe en el minuto 83.

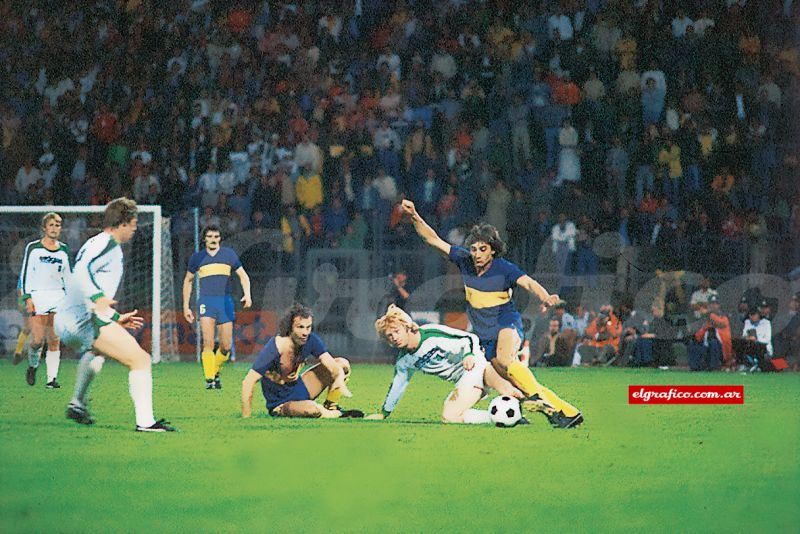
Partido entre el Mönchengladbach y Boca Juniors por la Copa Intercontinental de 1977, en donde los «Fohlenelf» quedarían subcampeones por una derrota global de 2-5.

Aunque el Mönchengladbach perdió la final de la Copa de Europa de 1977 contra el Liverpool en Roma, el equipo de Anfield declinó la invitación de participar en el torneo, por lo que, en su reemplazo, el vigente subcampeón de Europa disputó la Copa Intercontinental contra Boca Juniors. La espectacular carrera del club había llegado a su fin con ocho trofeos en su haber, y aunque seguiría siendo competitivo durante muchos años, el éxito sería mucho más difícil de conseguir.
Tras la marcha de Lattek en la temporada 1979-80, el club nombró entrenador jefe a Jupp Heynckes. La temporada estuvo marcada por dos nuevas incorporaciones. El club fichó a Harald Nickel, del Eintracht Braunschweig. Con un traspaso de 1,15 millones de marcos, fue la nueva adquisición más cara hasta la fecha. Desde Herzogenaurach llegó Lothar Matthäus. El Borussia acabó la temporada en séptimo lugar. El 7 de mayo de 1980, el Borussia Mönchengladbach volvió a disputar una final de la Copa de la UEFA. En casa, el equipo se impuso al Eintracht Fráncfort por 3-2. En el partido de vuelta, disputado el 21 de mayo de 1980, el Eintracht de Frankfurt ganó 1-0 al Borussia Mönchengladbach y se aseguró el trofeo gracias al mayor número de goles marcados fuera de casa.

### Lucha por el descenso y últimos títulos (1980-1996)
En los años ochenta, el Borussia ya no pudo revalidar los títulos de la década anterior y quedó por detrás de su antiguo rival bávaro. Debido a la falta de ingresos por entradas en el pequeño Bökelbergstadion, el club tuvo que vender una y otra vez a los mejores jugadores. A pesar de ello, pudo asentarse con frecuencia en el tercio superior de la Bundesliga y jugar en la lucha por el campeonato. En la temporada 1980-81 muchos jugadores e intérpretes de larga trayectoria abandonaron el club, entre ellos Karl Del'Haye, considerado el primer jugador fichado por el Bayern de Múnich con intenciones hostiles. El Borussia se comprometió con Wolfram Wuttke sólo a jugadores llamativos. El equipo alcanzó esta temporada el sexto puesto de la tabla. La trayectoria deportiva no mejoró en las dos temporadas siguientes.
Tras la marcha de Jupp Heynckes en la temporada 1986-87, terminó la era de las contrataciones de larga duración de directores técnicos. En los primeros 23 años, de 1964 a 1987, el Borussia sólo tuvo tres técnicos; desde la marcha de Heynckes, el Borussia había contratado a 16 nuevos entrenadores hasta 2008, con la excepción de soluciones provisionales. Fue la salida de Wolf Werner, el 21 de noviembre de 1989, la primera destitución prematura de un entrenador en el Borussia. Sólo tres entrenadores posteriores lograron triunfar en Mönchengladbach durante más de tres años, Bernd Krauss (1992-1996), Hans Meyer (1999-2003) y Lucien Favre (2011-2015).
En 1993, el club fichó a los jugadores Heiko Herrlich y Patrik Andersson, y en 1994 regresó Stefan Effenberg, que jugó en el Borussia Mönchengladbach de 1987 a 1990. Bajo la dirección del entrenador Bernd Krauss, el equipo volvió a conectar con la parte alta de la Bundesliga. En la temporada 1994-95 llegó el primer trofeo para el Borussia desde 1979, cuando ganó la Copa de Alemania con una victoria por 3-0 sobre el VfL Wolfsburgo.

### Periodo de decadencia y nuevo estadio (1996-2011)
Tras la primera vuelta de la Bundesliga 1996-97, el Borussia ocupaba el 17.º puesto de la tabla. El club destituyó al entrenador Krauss debido al fracaso deportivo. Al final de la temporada, el Mönchengladbacher ocupaba el 11.º puesto. Ninguno de los otros cuatro entrenadores anteriores a Krauss permaneció en el cargo más de un año. Con Friedel Rausch, el Borussia sólo pudo mantener la posición en la Bundesliga tras un dramático final de temporada en 1998. Antes de la última jornada, el Borussia estaba a tres puntos de la zona de descenso. En la última jornada de la temporada triunfó a domicilio por 2-0 en el campo del VfL Wolfsburgo, salvándose del descenso por muy poco.
En el ámbito internacional, la temporada fue decepcionante a pesar de dos victorias en la primera ronda de la Copa de la UEFA contra el Arsenal. El Borussia perdió en la vuelta de la ida por 2-4 contra el AS Mónaco, la victoria más reciente la alcanzó el Borussia con un 1-0 en Mónaco, pero fue eliminado de la competición. En la Bundesliga 1998-99, el Borussia ganó 3-0 al Schalke 04 en la primera jornada y se situó en cabeza de la tabla por primera vez en 13 años. Como consecuencia, el equipo perdió seis partidos y empató dos, por lo que se situó en la novena jornada en la parte baja de la tabla. En la décima y undécima jornada le siguieron dos derrotas aplastantes por 2-8 contra el Bayer 04 Leverkusen y un 1-7 ante el Vfl Wolfsburgo. El equipo se mantuvo hasta el final de la temporada en el 18.º puesto. Tras un total de 21 partidos perdidos, la consecuencia fue el primer descenso de la Bundesliga de su historia. Como consecuencia del descenso, varios jugadores de alto rendimiento, entre ellos el portero Robert Enke, el defensa Patrik Andersson y los centrocampistas Karlheinz Pflipsen y Sebastian Deisler abandonaron el club.

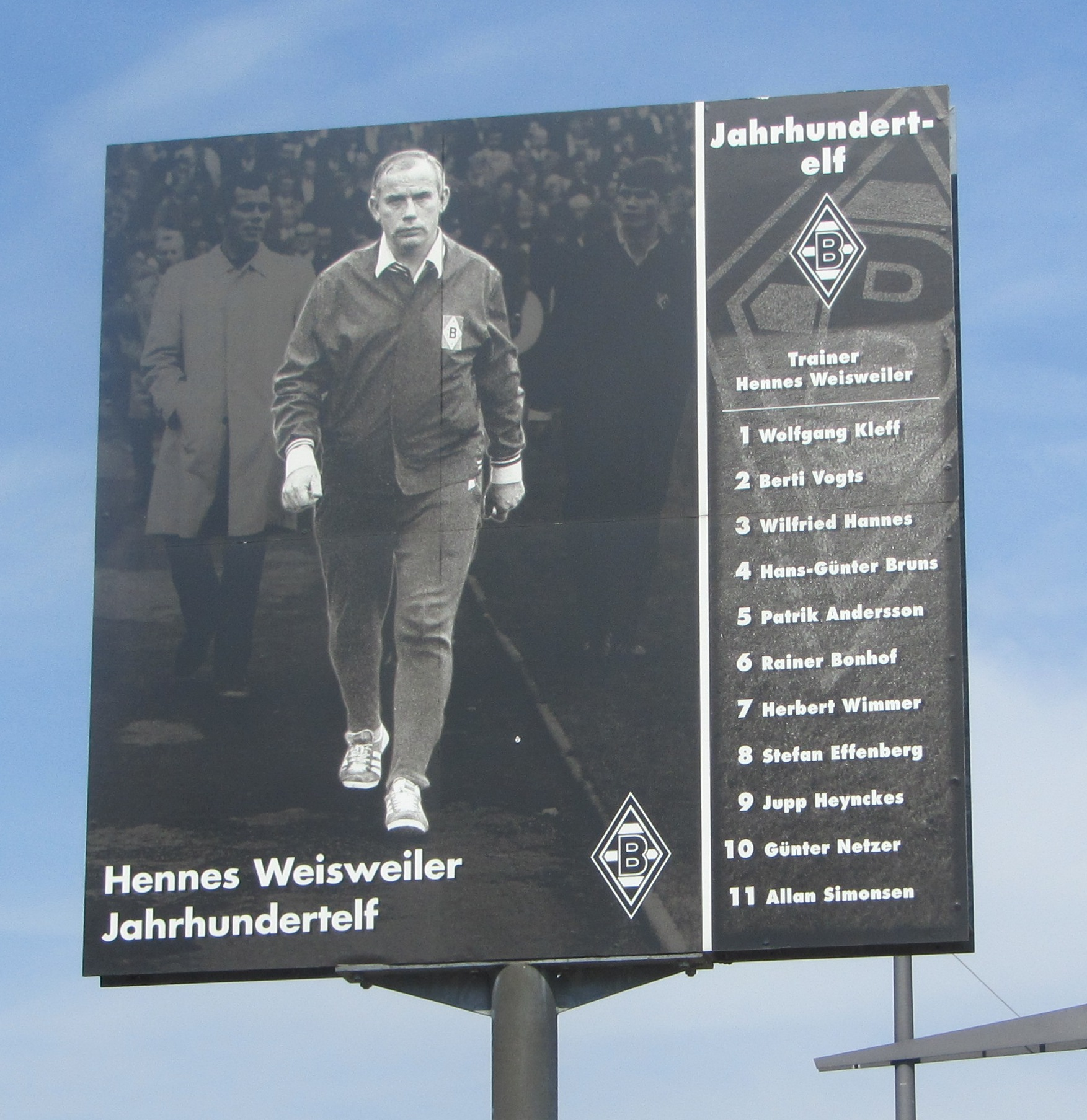
Pizarra en el Borussia Park con Hennes Weisweiler y, a la derecha, el listado con los nombres de los jugadores del «Equipo del Siglo».

El 1 de agosto de 2000, el Borussia Mönchengladbach celebró el centenario del club. Como parte de las celebraciones, junto al entrenador Hennes Weisweiler los siguientes jugadores fueron elegidos por los seguidores del Borussia en el llamado «Equipo del siglo»: Como portero Wolfgang Kleff, en defensa Berti Vogts, Hans-Günter Bruns, Wilfried Hannes y Patrik Andersson, en el centro del campo Rainer Bonhof, Stefan Effenberg, Herbert Wimmer y Günter Netzer, y en ataque Jupp Heynckes y Allan Simonsen.
En la temporada 2000-01, el equipo pudo celebrar como subcampeón de la 2. Bundesliga su reaparición en la Bundesliga. Sin embargo, a su regreso a la Bundesliga en 2001, el Mönchengladbach siguió sin levantar cabeza y continuó las siguientes temporadas hundido en la parte baja de la tabla. La temporada 2003-04 se celebró bajo el lema Bye Bye Bökelberg, ya que el 22 de mayo de 2004, en la última jornada, tuvo lugar el último partido de la Bundesliga en el Bökelbergstadion. El Borussia derrotó al TSV 1860 Múnich por 3-1; el último gol en el Bökelberg lo marcó de cabeza Arie van Lent.
En 2004, el Mönchengladbach nombró como nuevo entrenador a Dick Advocaat, que había llevado a la selección holandesa a las semifinales de la Eurocopa 2004 y había triunfado en el Rangers. Sin embargo, Advocaat fue incapaz de cambiar la suerte del equipo y dimitió en abril del año siguiente. El exjugador del Mönchengladbach e internacional alemán Horst Köppel fue nombrado entrenador interino para las cinco jornadas restantes de la temporada. Köppel había dirigido a los reservas del club desde que dejó el Borussia Dortmund en junio de 2004.
El Borussia había tomado medidas para mejorar su situación financiera con la inversión de 155 millones de marcos en la construcción de un nuevo estadio de última generación llamado Borussia Park, con una capacidad permitida de 59 771 espectadores (limitada a 54 067 para los partidos de la Bundesliga y a 46 249 para los internacionales). El club llevaba mucho tiempo jugando en unas instalaciones mucho más pequeñas y antiguas (Bökelberg, con capacidad para 34 500 espectadores) y, con la inauguración del nuevo estadio en 2004, puede esperar un aumento de los ingresos gracias a una mayor venta de entradas y a la posibilidad de albergar lucrativos partidos internacionales como los partidos inagurales contra el AS Mónaco y el Bayern de Múnich.
Para la temporada 2006-07, el legendario jugador y entrenador del Mönchengladbach Jupp Heynckes fue nombrado, con muchas expectativas, entrenador del equipo para cumplir con su segundo periodo al mando desde su marcha en 1987.Sin embargo, a principios de 2007, tras un empate sin goles con el F. C. Núremberg y no poder ganar en 13 partidos consecutivos, dimitió de su cargo entre amenazas de muerte por parte de los ultras. En la 31.ª jornada de la temporada, el Borussia Mönchengladbach descendió de la Bundesliga por segunda vez después de que su compañero en la lucha por el descenso, el Arminia Bielefeld, se impusiera al Werder Bremen por 3-2, mientras que el Mönchengladbach perdía en casa por 1-0 ante el VfB Stuttgart. El Gladbach ascendió de nuevo a la Bundesliga en la 32.ª jornada de la temporada 2007-08 saliendo campeón de la 2. Bundesliga. El neerlandés Jos Luhukay, previamente contratado como técnico asistente de Heynckes, fue el encargado de asumir esta turbulenta etapa de descenso y regreso a la Bundesliga, en donde el canadiense Rob Friend fue el goleador y la máxima figura.
El club diseñó su nueva camiseta para la temporada 2008-09 al estilo de las exitosas de los años 70, pero el Borussia fracasó inicialmente en su regreso deportivo. Un día después de perder el derbi renano contra el F. C. Colonia en la séptima jornada, el club destituyó a Luhukay. Le sucedió Hans Meyer, en su segundo periodo al mando de «los potros», con el claro objetivo de asegurar la permanencia. El Borussia terminó la primera mitad de la temporada en el último puesto de la tabla con once puntos. Durante el parón invernal, el club sólo fichó jugadores para la defensa. En la segunda mitad de la temporada, el Borussia sumó 20 puntos y terminó 15.º en la tabla al final de la temporada, evitando así el descenso. Los 31 puntos supusieron un récord, ya que fue el menor número de puntos con el que un club no había descendido desde la introducción de la regla de los tres puntos. El entrenador Hans Meyer dimitió al final de la temporada por motivos personales.

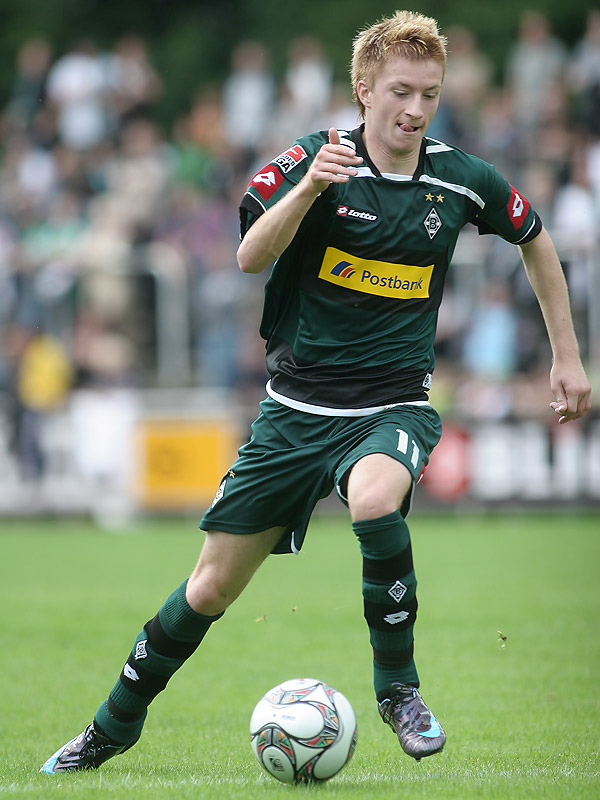
Marco Reus tuvo como una de sus primeras experiencias profesionales al Gladbach, en donde se convirtió en la máxima figura al mando de Frontzeck.

El club contrató a Michael Frontzeck como nuevo entrenador para la temporada 2009-10. Con el venezolano Juan Arango y el argentino Raúl Bobadilla, se fichó a dos jugadores que iban a dar un nuevo impulso al juego ofensivo del Borussia. Marko Marin, que se había marchado al Werder Bremen, fue sustituido por Marco Reus, que anteriormente había jugado en el Rot Weiss Ahlen de la segunda división. En su primera experiencia en Bundesliga, el canterano del Borussia Dortmund brilló con el equipo y se consolidó como una joven estrella emergente.
A pesar de contar de una plantilla interesante de jugadores, Frontzeck no logró recuperar el rendimiento del equipo, y el Borussia siguió peleando en la mitad inferior de la tabla. Debido a los malos resultados deportivos del entrenador a lo largo de la temporada 2010-11, una fusión de dirigentes de la economía local fundó la iniciativa Borussia, que acusó a la dirección del club de mala gestión. Según la iniciativa, las viejas estructuras enquistadas deberían disolverse para dar un futuro al Borussia. Así, el dinero debería invertirse en el deporte y no en el proyectado complejo museístico con hotel anexo. En la asamblea anual de 2011, solo 335 de los 4769 socios presentes votaron a favor de los objetivos de la iniciativa.
En el partido en casa de la Bundesliga contra el 1. F.S.V. Mainz 05, Marco Reus marcó el gol número 2500 del Mönchengladbach en la Bundesliga en el partido número 1445. Otros hitos goleadores previos fueron los de Jupp Heynckes (500), Carsten Nielsen (1000), Uwe Rahn (1500) y Martin Dahlin (2000).
El 13 de febrero de 2011, Michael Frontzeck fue destituido debido a sus continuos fracasos como entrenador. Fueron decisivas las derrotas contra los rivales directos por el descenso, el VfB Stuttgart y el San Pauli. Lucien Favre fue contratado como nuevo entrenador. Después de que el equipo ocupara el último puesto de la tabla hasta la 30.ª jornada, logró tres victorias consecutivas y alcanzó tras un empate a 1 en la última jornada el 16.º puesto, lo que le permitió una última oportunidad de permanecer en la liga. El Borussia disputó dos partidos de descenso contra el segundo equipo de la liga, el VfL Bochum, y pudo evitar el descenso con un 1-0 en casa y un empate 1-1 en Bochum.

### Resurgimiento y regreso a la escena europea (2011-2021)

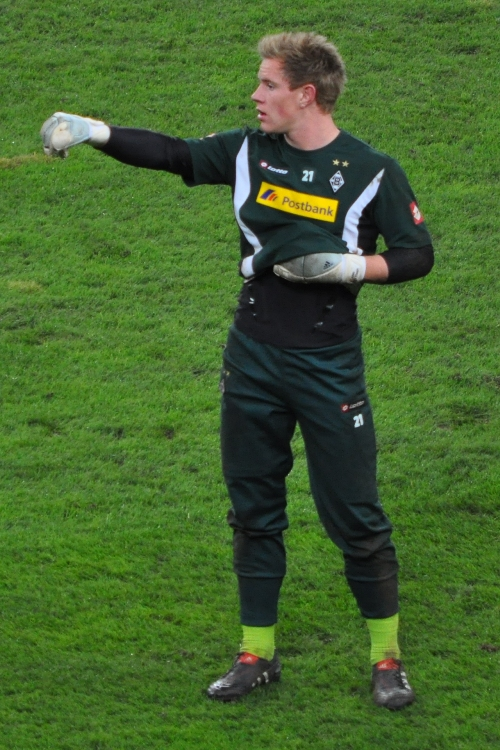
ter Stegen, portero surgido de las inferiores del club y una de las principales figuras de la era Favre.

La temporada siguiente, 2011-12, bajo la dirección de Favre, el Gladbach siguió con una buena campaña en la que estuvo durante gran parte del año en liza por el campeonato y acabó en cuarta posición. No obstante, no logró clasificarse para la Liga de Campeones de la UEFA 2012-13 tras perder por un global de 4-3 ante el Dinamo de Kiev ucraniano en la ronda de playoffs. Durante la temporada 2012-13 de la Bundesliga, tras perder a algunos jugadores clave, especialmente a Marco Reus, elegido mejor jugador del año en la Bundesliga en la temporada anterior, el Borussia Mönchengladbach siguió luchando por los puestos internacionales hasta la última jornada, terminando finalmente en octava posición. Los «Fohlenelf» ficharon a importantes jugadores como Álvaro Domínguez, del Atlético de Madrid; Granit Xhaka del F. C. Basilea o Luuk de Jong del F. C. Twente.
En la temporada 2013-14 de la Bundesliga, tuvieron otro año muy exitoso, logrando un excelente tercer puesto tras la primera mitad de la temporada y terminando la temporada en sexto lugar, lo que les metió en la competición de la Europa League 2014-15 en la fase de play-off. Terminaron la temporada 2014-15 de la Bundesliga en tercer lugar, lo que salvó al club de una plaza para la clasificación directa a la fase de grupos de la Liga de Campeones de la UEFA 2015-16. El club quedó encuadrado en un grupo difícil junto con la Juventus, el Manchester City y el Sevilla y, aunque terminó último de grupo, consiguió un respetable total de cinco puntos, empatando en casa y fuera contra la Juventus y derrotando en casa al Sevilla, a la postre ganador de la Europa League, por 4-2.
Tras un mal comienzo de la temporada 2015-16, con cinco derrotas incluidas, Favre dimitió tras 5 años dirigiendo al equipo y fue sustituido por André Schubert como entrenador interino, procedente del equipo filial. La suerte del club cambió de inmediato, ya que ganó seis partidos seguidos de Bundesliga y acabó la temporada en cuarta posición, lo que le valió la clasificación para la Liga de Campeones por segunda temporada consecutiva.
En la temporada 2016-17, al Borussia le tocó un grupo difícil en la Liga de Campeones, pero logró terminar en tercera posición por encima del Celtic y clasificarse para los octavos de final de la Europa League. Sin embargo, tras un comienzo prometedor en la Bundesliga, el club experimentó una mala racha de 11 partidos consecutivos sin ganar, agravada por las lesiones, y había caído hasta la 14.ª posición en el parón invernal. Como consecuencia, André Schubert dimitió y fue sustituido por Dieter Hecking, ex entrenador del Wolfsburgo. Hecking empezó con tres victorias en cuatro partidos de la Bundesliga 2016-17, y el Borussia ascendió a la novena plaza y se clasificó para los cuartos de final de la Copa de Alemania. En la siguiente temporada, 2017-18, el Gladbach acabaría la liga en la misma posición.
Para la temporada 2019-20, Marco Rose se hizo cargo del equipo de Dieter Hecking. Bajo el mando de Rose, el Borussia alcanzaría la cuarta plaza de la Bundesliga ganando 20 partidos y perdiendo sólo 9, su mejor actuación de liga desde la temporada 1983-84, lo que le permitió acceder a la Liga de Campeones. El Gladbach disputó el 11 de marzo de 2020 al cierre de la 21.ª jornada el partido contra el F. C. Colonia, con una victoria 2-1. En el contexto de la emergencia sanitaria, este derbi renano fue el primer «juego de fantasmas» en la historia de la Bundesliga como resultado de las medidas contra la expansión de la pandemia de COVID-19 en Alemania. La pandemia llevó a la DFB a suspender las operaciones de la liga después de la 25.ª jornada. El Borussia fue el primer club profesional de Alemania que aceptó renunciar a parte de su salario debido a los perjuicios financieros asociados, no sin antes producir una grave pérdida económica para el club. En la Liga de Campeones, compartió grupo con el Real Madrid, Shakhtar Donetsk e Internazionale, en donde terminó clasificando a octavos de final gracias a dos victorias, dos empates y dos derrotas, siendo la primera vez que lo logra bajo el actual formato del torneo. En dicha fase de grupos, el Gladbach consiguió su mayor victoria como visitante en la Liga de Campeones desde 1970: un 6-0 contra el Shakhtar, partido en el que el francés Alassane Pléa se despacharía con un triplete. En octavos de final, fue eliminado por el Manchester City (futuro subcampeón de la edición) por un global de 4-0.

### Actualidad (2021-presente)
Las recientes temporadas del Gladbach se caracterizan por la falta de consolidación de un proyecto a medio plazo, reflejado en los constantes cambios de entrenadores y en el flojo rendimiento del equipo en la liga, que se ha estabilizado en la media tabla. Esto, consecuentemente, ha ocasionado una repentina desaparición del equipo en el plano internacional.
El 13 de abril de 2021, el club anunció el fichaje de Adi Hütter, procedente del Eintracht Fráncfort -también haciendo uso de una cláusula de salida-, como sucesor de Marco Rose para la temporada 2021-22. Fue el cambio de entrenador más caro de la Bundesliga hasta entonces.Tras malos resultados y haber dejado al equipo en el décimo lugar de la tabla de la Bundesliga 2021-22, lejos de las plazas de competición europea, Hütter fue sustituido por Daniel Farke para la siguiente temporada.
Los resultados obtenidos por Farke en la Bundesliga 2022-23 no fueron los esperados. El Gladbach, tal como había ocurrido la temporada pasada, finalizó el campeonato en la décima posición, provocando el despido del entrenador inglés. En el plano extrafutbolístico, con motivo de la invasión rusa de Ucrania, la asociación celebró, el 11 de octubre de 2022, ante 20 300 espectadores en el Borussia Park, un partido benéfico cedido por la emisora ProSieben, en el que se consiguió una recaudación total de 642 745 euros para los damnificados por la guerra.
La preparación de la temporada 2023-24 estuvo marcada por numerosos sobresaltos. El Borussia, por ejemplo, fichó al suizo Gerardo Seoane como nuevo entrenador y sucesor de Daniel Farke con un contrato de tres años de duración. Junto a Seoane, el club fichó a otro segundo entrenador, Guido Streichsbier, que anteriormente había dirigido a las selecciones juveniles alemanas. Junto a ello, se constituyó una reestructuración dirigencial del club.

## Símbolos

### Escudo
El escudo del Borussia Mönchengladbach ha ido variando, desde los diseños con tipografía clásica entre 1900 y 1919 hasta el actual diseño con la «B» encasillada en un rombo, usado desde 1961. Entre este año y 1970, el escudo de la «B» fue mostrado en tonalidades verde y blanca. Posteriormente, entre 1970 hasta 1999, el color del escudo cambió a tonalidades negriblancas, mientras que el verde fue trasladado al fondo del diseño. En 1999, el fondo verde fue eliminado del diseño, adoptándose la actual versión del escudo.
|           |
| 1903–1904 |

|           |
| 1904–1919 |

|           |
| 1961–1970 |

|           |
| 1970–1999 |

|                 |
| 1999–actualidad |

### Himno
El himno oficial del club es la canción «Die Elf vom Niederrhein», que se canta antes de cada partido en casa. La letra y la música fueron escritas por Rüdiger Nau en 1995 y publicadas por primera vez por el grupo Borussia Fans Marburg. Las canciones Wir sind Borussia y Die Seele brennt también tienen un lugar firme en los cánticos de los aficionados. El himno original del Liverpool F. C. de Gerry and the Pacemakers, You'll Never Walk Alone, al igual que entre otras aficiones alemanas, se canta a menudo.
El himno de los goles (Torhymne), que suena después de cada gol del Borussia en casa, es el estribillo de la canción «Maria (I Like It Loud)» del grupo alemán de techno Scooter. Va acompañado del sonoro anuncio «Tor für die Borussia» (en español: «Gol para el Borussia»), de Rolf Göttel, que trabajó durante décadas como locutor honorario del Borussia en el Bökelbergstadion, el antiguo estadio del Gladbach.

### Mascota

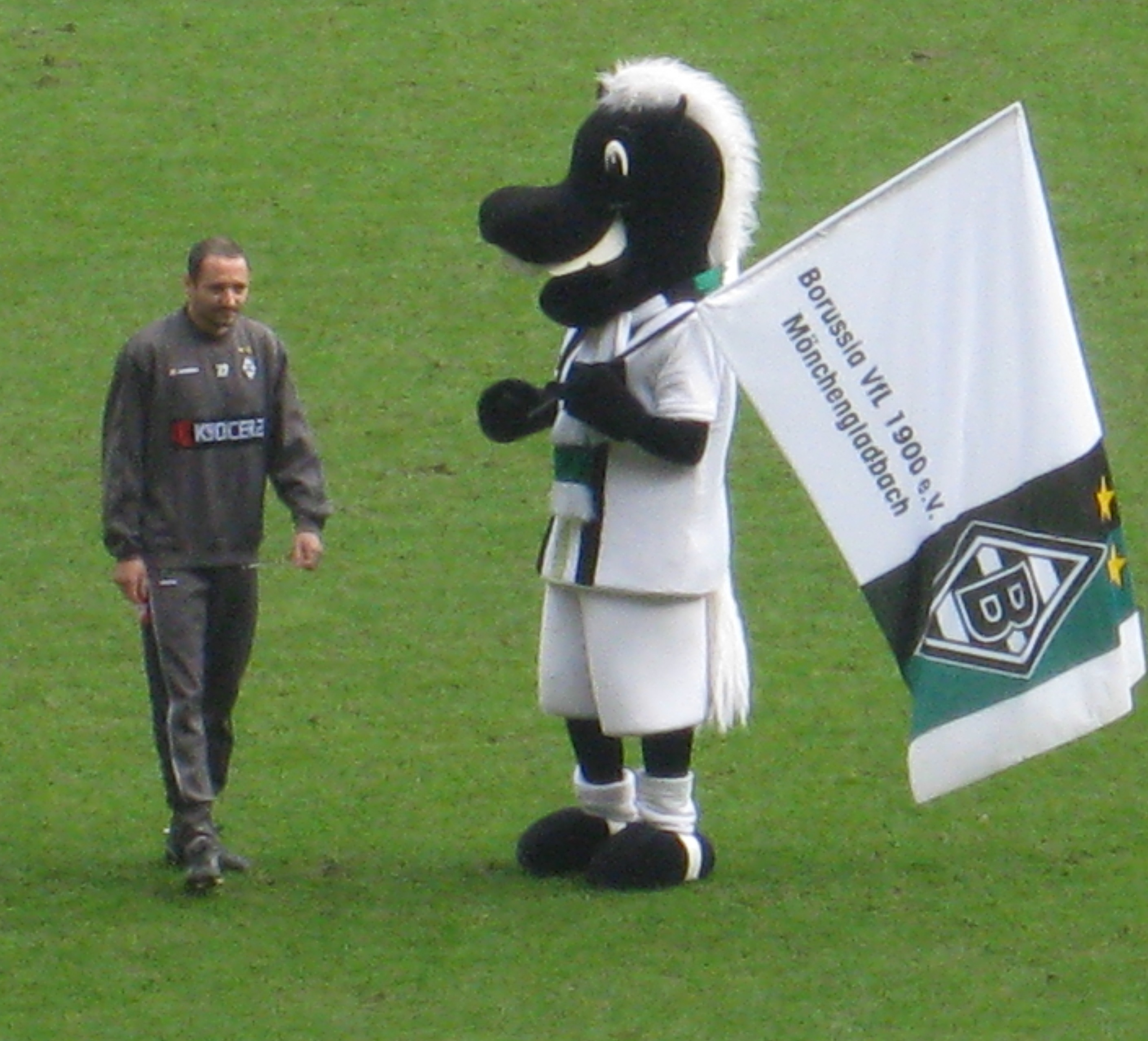
Jünter el potro, la mascota oficial del club.

La primera mascota fue creada por el directivo Helmut Grasshoff y se llamaba Bumsi. La cabeza consistía en un balón inspirado en el Telstar, con ojos y pelo negro y crespo. Desde el inicio de la temporada 1998, la mascota oficial del club es el potro Jünter, cuyo nombre se basa en el antiguo jugador del Borussia Günter Netzer. La mascota lleva la camiseta del club con el número 10 desde 1973, la misma que Günter Netzer vistió en su último partido con el Borussia, cuando marcó el gol de la victoria del Borussia contra el F. C. Colonia.

## Indumentaria

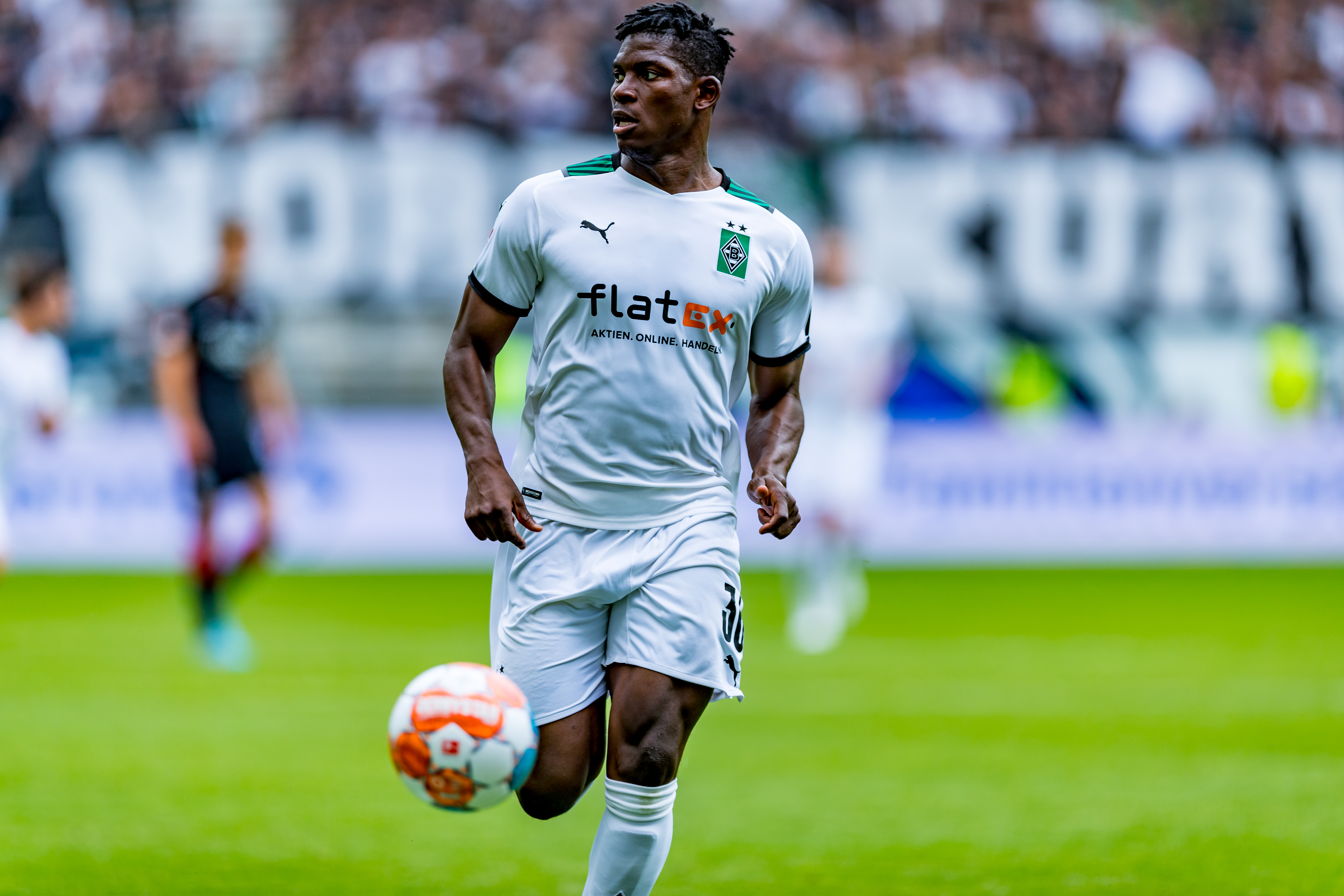
Breel Embolo con el uniforme del club en 2022.

- Uniforme titular: Camiseta blanca con dos franjas verticales verdes y líneas negras, pantalón blanco y medias blancas.
- Uniforme alternativo: Camiseta verde, pantalón verde y medias verdes.
- Tercer uniforme: Camiseta con franjas verticales blancas y negras, pantalón negro y medias negras.

### Evolución del uniforme
| 1972-73 | 1974-75 | 1994-95 | 2006-08 | 2008-10 | 2010-12 | 2012-13 | 2013-14 | 2014-15 |
| 2015-16 | 2016-17 | 2017-18 | 2018-19 | 2019-20 | 2020-21 | 2021-22 | 2022-23 | 2023-24 |
| 2024-25 | 2025-26 |         |         |         |         |         |         |         |

### Patrocinadores
| Periodo | Proveedor | Patrocinador |
| ------- | --------- | ------------ |
| 1976-80 | Puma      | Erdgas       |
| 1980-83 | Puma      | Datsun       |
| 1983-90 | Puma      | Erdgas       |
| 1990-92 | Puma      | Tuborg       |
| 1992-94 | Asics     | Trigema      |
| 1994-95 | Asics     | Diebels      |
| 1995-97 | Reebok    | Diebels      |
| 1997-02 | Reebok    | Belinea      |
| 2002-03 | Reebok    | Jever        |
| 2003-05 | Lotto     | Jever        |
| 2005-09 | Lotto     | Kyocera      |
| 2009-13 | Lotto     | Postbank     |
| 2013-18 | Kappa     | Postbank     |
| 2018-20 | Puma      | Postbank     |
| 2020-24 | Puma      | Flatex       |
| 2024-   | Puma      | Reuter       |

## Estadio

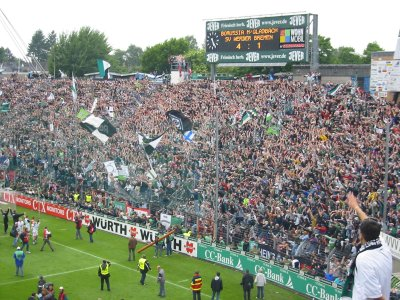
Bökelbergstadion, antiguo estadio que sirvió como localía al Mönchengladbach desde 1962 hasta 2004.

Durante sus primeros años de vida, en el periodo del Gründerzeit a comienzos del siglo XX, el club no contaba con un estadio fijo, por lo que estuvo deambulando entre distintas canchas prestadas de la ciudad de Mönchengladbach. Recién en 1914, el club compró una gravera en Eickener Höhe para iniciar la construcción de su primer estadio fijo: el Westdeutsche Stadion, lugar conocido popularmente como dä Kull, debido a que se construyó sobre una antigua gravera. La construcción del estadio se retrasó por el estallido de la Primera Guerra Mundial. No fue hasta el final de la guerra cuando el club convirtió la gravera en estadio. Se inauguró con el nombre de Westdeutsches Stadion, con el primer partido el 21 de septiembre de 1919 contra el F. C. Eintracht Mönchengladbach en la Kreisliga Rheinland.
Hasta la década de 1960, el estadio carecía de gradas pavimentadas. No fue hasta 1962 cuando el club amplió el estadio con gradas pavimentadas. El Gladbach inauguró el remodelado estadio, ahora llamado Bökelbergstadion,con un partido contra el Rangers F. C. en julio de 1962. Sin embargo, el estadio ya se estaba quedando pequeño para los años. 90. Como consecuencia, el Gladbach jugó muchos partidos de la Copa de Europa en casa no en el Bökelberg, sino en los estadios vecinos de Düsseldorf (Rheinstadion) y Colonia (Müngersdorfer Stadion), mucho más grandes. El 22 de mayo de 2004 se jugó en el Bökelbergstadion el último partido de la Bundesliga, contra el TSV 1860 Múnich. En la victoria local por 3-1, Arie van Lent marcó el último gol de la Bundesliga en este estadio, en su último partido con el Gladbach.

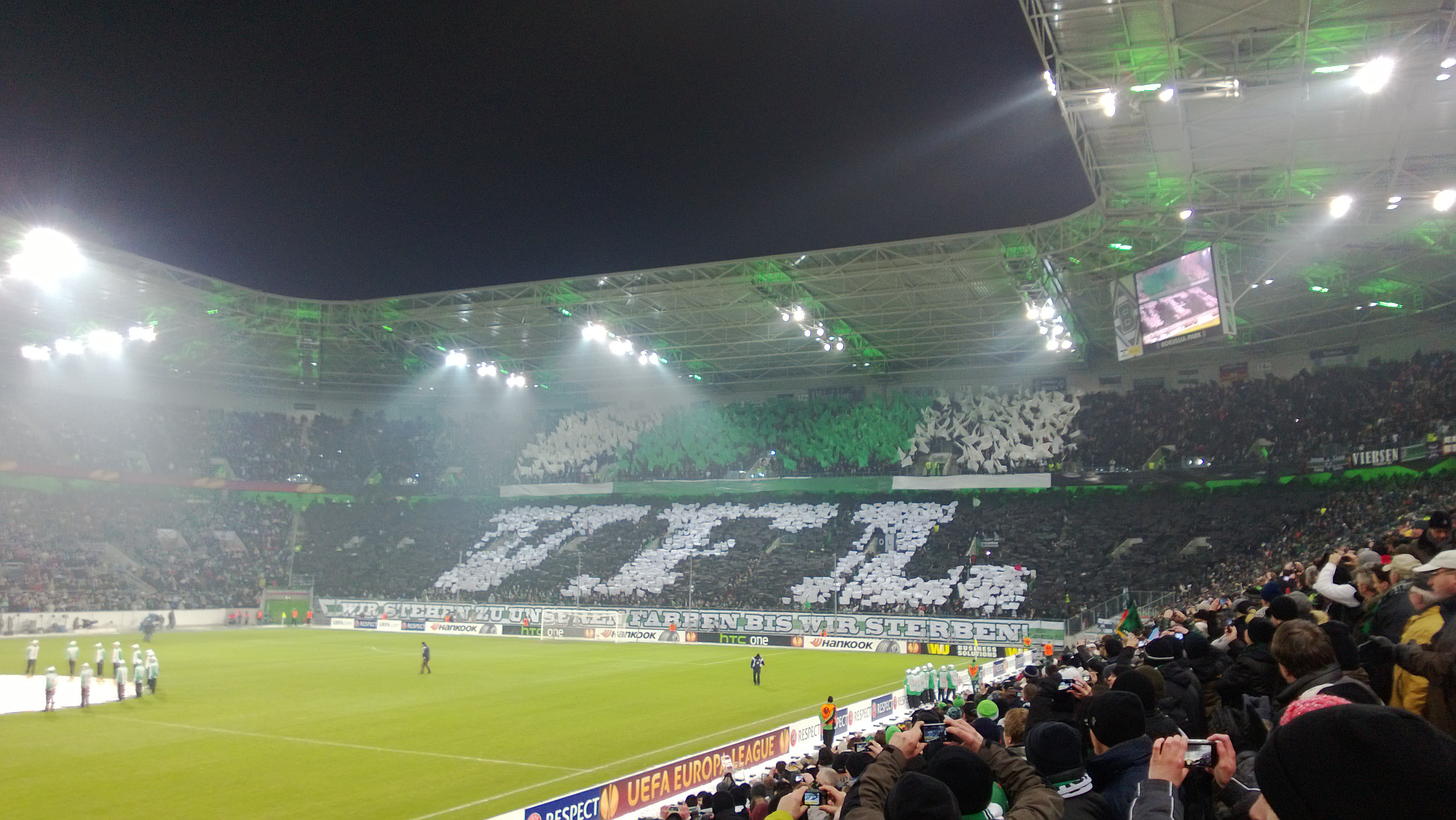
Borussia Park, inaugurado en 2004.

Tras el cambio de milenio, se dio luz verde a la construcción del estadio propio del club en Nordpark, una zona antiguamente utilizada por el Ejército del Rin cerca de Rheindahlen, al oeste de Mönchengladbach. El 30 de julio de 2004, el Gladbach inauguró el estadio en Borussia Park con un breve torneo contra el Bayern de Múnich y el AS Mónaco. Desde entonces, el estadio es la sede del Borussia, que también alberga los campos de entrenamiento, el centro de formación juvenil, un hotel y numerosas plazas de aparcamiento. El estadio también se utiliza para otros eventos no deportivos. Uno de los más destacados fue el concierto de Herbert Grönemeyer en junio de 2008.

## Organigrama deportivo

### Jugadores
| Más partidos disputados | Más partidos disputados | Más partidos disputados | Máximos goleadores | Máximos goleadores | Máximos goleadores |
| ----------------------- | ----------------------- | ----------------------- | ------------------ | ------------------ | ------------------ |
| 1.                      | Berti Vogts             | 527                     | 1.                 | Jupp Heynckes      | 295                |
| 2.                      | Uwe Kamps               | 516                     | 2.                 | Herbert Laumen     | 132                |
| 3.                      | Herbert Wimmer          | 462                     | 3.                 | Günter Netzer      | 125                |
| 4.                      | Wolfgang Kleff          | 418                     | 4.                 | Allan Simonsen     | 117                |
| 5.                      | Patrick Herrmann        | 413                     | 5.                 | Hans-Jörg Criens   | 117                |
| 6.                      | Jupp Heynckes           | 405                     | 6.                 | Hans-Günter Bruns  | 111                |
| 7.                      | Hans-Günter Bruns       | 403                     | 7.                 | Bernd Rupp         | 93                 |
| 8.                      | Christian Hochstätter   | 388                     | 8.                 | Hans-Günter Bruns  | 86                 |
| 9.                      | Günter Nether           | 345                     | 9.                 | Frank Mill         | 85                 |
| 10.                     | Hans-Jörg Criens        | 343                     | 10.                | Lars Stindl        | 81                 |
| Ver lista completa      | Ver lista completa      | Ver lista completa      | Ver lista completa | Ver lista completa | Ver lista completa |

Nota: indicados en negrita los jugadores en activo en el club.

### Altas y bajas 2025-26
| Altas            |                |                             |                 |             |
| Jugador          | Posición       | Procedencia                 | Tipo            | Costo       |
| Shuto Machino    | Delantero      | Holstein Kiel               | Traspaso.       | 8.000.000 € |
| Jens Castrop     | Centrocampista | 1. F. C. Núremberg          | Traspaso.       | 4.500.000 € |
| Kevin Diks       | Defensa        | F. C. Copenhague            | Traspaso libre. | --          |
| Haris Tabaković  | Delantero      | T. S. G. 1899 Hoffenheim    | Cesión.         | 750.000 €   |
| Noah Pesch       | Delantero      | Borussia Mönchengladbach II | Fin de cesión.  | --          |
| Oscar Fraulo     | Delantero      | F. C. Utrecht               | Fin de cesión.  | --          |
| Grant-Leon Ranos | Delantero      | 1. F. C. Kaiserslautern     | Fin de cesión.  | --          |

| Bajas                  |           |                     |                 |              |
| Jugador                | Posición  | Destino             | Tipo            | Costo        |
| Ko Itakura             | Defensa   | Ajax de Ámsterdam   | Traspaso.       | 10.500.000 € |
| Alassane Pléa          | Delantero | P. S. V. Eindhoven  | Traspaso.       | 4.500.000 €  |
| Tomáš Čvančara         | Delantero | Antalyaspor Kulübü  | Cesión.         | 750.000 €    |
| Yvandro Borges Sanches | Delantero | Heracles Almelo     | Traspaso.       | 500.000 €    |
| Stefan Lainer          | Defensa   | Red Bull Salzburgo  | Traspaso libre. | --           |
| Noah Pesch             | Delantero | 1. F. C. Magdeburgo | Cesión.         | --           |

#### Números retirados
- 12- Seguidores del club.

## Palmarés

### Torneos nacionales (9)
| Competiciones nacionales           | Títulos                                      | Subcampeonatos    |
| ---------------------------------- | -------------------------------------------- | ----------------- |
| Primera División de Alemania (5/2) | 1969-70, 1970-71, 1974-75, 1975-76, 1976-77. | 1973-74, 1977-78. |
| Copa de Alemania (3/2)             | 1959-60, 1972-73, 1994-95.                   | 1983-84, 1991-92. |
| Supercopa de Alemania (0/1)        |                                              | 1995.             |
| Copa de la Liga de Alemania (0/1)  |                                              | 1973.             |
|                                    |                                              |                   |
| 2. Bundesliga (1/1)                | 2007-08.                                     | 2000-01.          |

### Torneos internacionales (2)
| Competiciones internacionales | Títulos           | Subcampeonatos    |
| ----------------------------- | ----------------- | ----------------- |
| Liga de Campeones (0/1)       |                   | 1976-77.          |
| Liga Europa (2/2)             | 1974-75, 1978-79. | 1972-73, 1979-80. |
| Copa Intercontinental (0/1)   |                   | 1977.             |

## Entrenadores
Historial de entrenadores del Borussia Mönchengladbach desde 1946 hasta la actualidad.
- Hans Krätschmer (1946–1949)
- Werner Sottong (1949–1950)
- Heinz Ditgens & Paul Pohl (1950–1951)
- Fritz Pliska (1951–1953)
- Fritz Silken (1953–1955)
- Klaus Dondorf (1955–1957)
- Fritz Pliska (1957–1960)
- Bernd Oles (1960–1962)
- Fritz Langner (1 de julio de 1962 – 25 de abril de 1964)
- Hennes Weisweiler (1 de julio de 1964 – 30 de junio de 1975)
- Udo Lattek (1 de julio de 1975 – 30 de junio de 1979)
- Jupp Heynckes (1 de julio de 1979 – 30 de junio de 1987)
- Wolf Werner (1 de julio de 1987 – 21 de noviembre de 1989)
- Gerd vom Bruch (22 de noviembre de 1989 – 25 de septiembre de 1991)
- Jürgen Gelsdorf (3 de octubre de 1991 – 5 de noviembre de 1992)
- Bernd Krauss (6 de noviembre de 1991 – 7 de diciembre de 1996)
- Hannes Bongartz (19 de diciembre de 1996 – 29 de noviembre de 1997)
- Norbert Meier (1 de diciembre de 1997 – 31 de marzo de 1998)
- Friedel Rausch (1 de abril de 1998 – 10 de noviembre de 1998)
- Rainer Bonhof (10 de noviembre de 1998 – 31 de agosto de 1999)
- Manfred Stefes (interino) (1999)
- Hans Meyer (7 de septiembre de 1999 – 1 de marzo de 2003)
- Ewald Lienen (2 de marzo de 2003 – 21 de septiembre de 2003)
- Holger Fach (21 de septiembre de 2003 – 27 de octubre de 2004)
- Dick Advocaat (2 de noviembre de 2004 – 18 de abril de 2005)
- Horst Köppel (18 de abril de 2005 – 14 de mayo de 2006)
- Jörn Andersen (14 de mayo de 2006 – 30 de junio de 2006)
- Jupp Heynckes (1 de julio de 2006 – 2 de febrero de 2007)
- Jos Luhukay (31 de enero de 2007 – 5 de octubre de 2008)
- Christian Ziege (interino, 5 – 18 de octubre 2008)
- Hans Meyer (18 de octubre de 2008 – 28 de mayo de 2009)
- Michael Frontzeck (1 de julio de 2009 – 13 de febrero de 2011)
- Lucien Favre (14 de febrero de 2011 – 20 de septiembre de 2015)
- André Schubert (21 de septiembre de 2015 – 21 de diciembre de 2016)
- Dieter Hecking (4 de enero de 2017 – 18 de mayo de 2019)
- Marco Rose (18 de mayo de 2019 – 30 de junio de 2021)
- Adi Hütter (1 de julio de 2021 – 18 de mayo de 2022)
- Daniel Farke (4 de junio de 2022 – 2 de junio de 2023)
- Gerardo Seoane (1 de julio de 2023 – )

## Afición

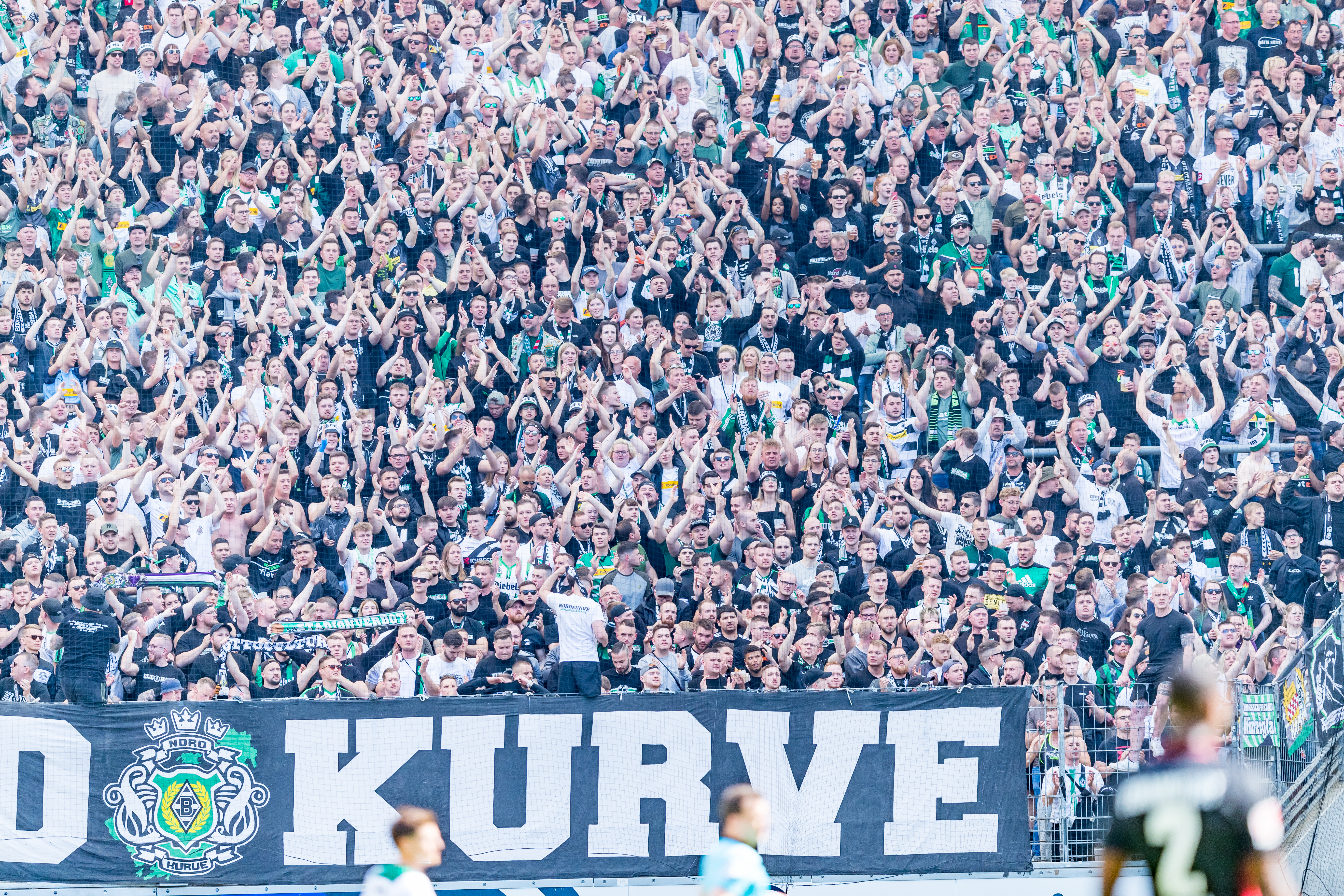
Aficionados de la Nordkurve, una de las barras más numerosas de Alemania.

El club cuenta con 94 100 socios y es el noveno club deportivo más grande de Alemania y el 19.º del mundo.El club, además, cuenta con alrededor de 1000 peñas de aficionados en todo el país, uno de los más populares de Alemania.
Además de aficionados destacados en la sociedad alemana como Theo Zwanziger, Wolfgang Thierse, Sven Ottke, Kai Ebel, Mickie Krause, Matthias Opdenhövel, Peer Steinbrück, Dunja Hayali y Hannelore Kraft, hay clubes de aficionados en muchos lugares aldededor del mundo, como California, Sudáfrica y Nueva Zelanda. Hinchas conocidos del club fueron Steinwegs Mamm, que apoyó al equipo con sus tambores en los años sesenta, y Ethem Özenrenler, conocido por su apodo «Manolo», que tocó los tambores en la curva norte del Bökelbergstaidon durante casi 25 años a partir de 1977.

## Rivalidades

### Rivalidad con el F. C. Colonia
Existe una fuerte rivalidad deportiva entre el Mönchengladbach y su rival regional F. C. Colonia. Ampliamente considerada como la más grave de las rivalidades del Mönchengladbach, la animosidad entre el Mönchengladbach y el Colonia tuvo su chispa en 1964, cuando el entrenador del Colonia, Hennes Weisweiler, cambió su lealtad a favor del Mönchengladbach. Weisweiler es una figura central en la mitología de ambos clubes; la mascota del Colonia se llama Hennes en su honor, mientras que el Mönchengladbach venera a Weisweiler como entrenador de su «equipo del siglo». Además, el estadio del Mönchengladbach, el Borussia Park, está situado en una calle llamada Hennes-Weisweiler-Allee en memoria de Weisweiler.
Esta indignación inicial por parte de los seguidores del F. C. Colonia pronto fue respondida con una seria rivalidad deportiva que tuvo su punto álgido durante la década de 1970 y, aunque ninguno de los dos clubes ha sido capaz de ganar un título de Bundesliga desde la temporada 1977-78, la rivalidad se mantiene, con varios incidentes de violencia entre seguidores de ambos clubes.

### Otras rivalidades
- Bayern de Múnich: tanto el Mönchengladbach como el Bayern no habían sido titulares en la Bundesliga; cada uno se ganó su derecho a una plaza a partir de la temporada 1965-66. El Bayern acabó 3.º, Mönchengladbach 13.º. Ambos clubes alcanzaron el dominio entre las temporadas 1969-70 y 1976-77, cuando cinco campeonatos fueron para el Mönchengladbach y tres para Bayern. Sin embargo, con el declive del Mönchengladbach en las décadas de 1980 y 1990, los bávaros pudieron afirmar firmemente su dominio tanto en la Bundesliga como en las comparaciones directas con el Borussia: de 119 partidos disputados, Múnich ganó 58, Mönchengladbach 29 y ambos clubes empataron 32.[145] Sin embargo, el Mönchengladbach ha seguido siendo un notable comodín capaz de infligir dolorosas derrotas al Bayern, por ejemplo cuando Igor de Camargo marcó el gol decisivo en la victoria por 1-0 en el primer partido de la historia del portero Manuel Neuer y el defensa Jérôme Boateng en Múnich, el 7 de agosto de 2011. «Los potros» también fueron capaces de escapar de Múnich en 2015 con una victoria por 0-2, una de las pocas victorias contra el Bayern en su estadio, además de ser una rara derrota doméstica para el entonces entrenador del Bayern, Pep Guardiola. El 27 de octubre de 2021, el Gladbach goleó al Bayern por 5-0 en un partido de la DFB Pokal (Copa de Alemania), la peor derrota del Bayern desde 1978 en cualquier competición.[146][147]
- Borussia Dortmund: la rivalidad entre el Dortmund y el Schalke 04 o entre el Mönchengladbach y el F. C. Colonia no es tan marcada. El Dortmund y Mönchengladbach siguen enfrentándose de vez en cuando, sobre todo por la similitud de nombres: ambos son los dos Borussias de la Bundesliga. La canción Es gibt nur eine Borussia («sólo hay un Borussia») es popular entre los seguidores del Mönchengladbach cuando se enfrentan a los del Dortmund. Los medios de comunicación han bautizado el duelo entre ambos como Borussengipfel, la Cumbre del Borussia.[148][149]